# Forton (Lancashire)
Pour les articles homonymes, voir Forton.
Forton est un village et une paroisse civile du Lancashire, en Angleterre.